# Rerum Novarum
Rerum Novarum: sobre a condição dos operários (em português, "Das Coisas Novas") é uma encíclica escrita pelo Papa Leão XIII em 15 de maio de 1891. Era uma carta aberta a todos os bispos, sobre as condições das classes trabalhadoras, em cuja composição as ideias distributivistas de Wilhelm Emmanuel von Ketteler e Edward Manning tiveram grande influência.
A encíclica trata de questões levantadas durante a revolução industrial e as sociedades democráticas no final do século XIX. Leão XIII apoiava o direito dos trabalhadores de formarem sindicatos, mas rejeitava o socialismo e o capitalismo irrestrito, enquanto defendia os direitos à propriedade privada. Discutia as relações entre o governo, os negócios, o trabalho e a Igreja.
A encíclica critica fortemente a falta de princípios éticos e valores morais na sociedade progressivamente laicizada de seu tempo, uma das grandes causas dos problemas sociais. O documento papal refere alguns princípios que deveriam ser usados na procura de justiça na vida social, económica e industrial, como por exemplo a melhor distribuição de riqueza, a intervenção do Estado na economia a favor dos mais pobres e desprotegidos e a caridade do patronato à classe operária.
A encíclica veio completar outros trabalhos de Leão XIII durante o seu papado (Diuturnum, sobre a soberania política; Immortale Dei, sobre a constituição cristã dos Estados e Libertas, sobre a liberdade humana) para modernizar o pensamento social católico e da sua hierarquia.
Pelos sucessores no papado foi denominada de "Carta Magna" do "Magistério Social da Igreja" e com ela deu-se início à sistematização do pensamento social católico, passado ser o pilar fundamental da Doutrina Social da Igreja a que hoje assistimos.

## Esquema e principais ideias
Esta famosa encíclica pode ser basicamente dividida, para fins de estudo, em quatro grandes partes:

### I - A Questão Social e o Socialismo
Inicia o texto fazendo um levantamento da situação social da época e da crise social que o mundo passava, de conflitos, e critica a situação de miséria e pobreza a que os trabalhadores estavam submetidos em razão de um liberalismo irresponsável, de um capitalismo selvagem e de patrões desumanos. Os trabalhadores estavam sendo vítimas da cobiça e de uma concorrência desenfreada da ganância e de leis que haviam perdido o sentido e os princípios cristãos: […] é necessário, com medidas prontas e eficazes, vir em auxílio dos homens das classes inferiores, atendendo a que eles estão, pela maior parte, numa situação de infortúnio e de miséria imerecida.
E ainda criticava a concentração das riquezas nas mãos de poucos e do mau uso que dela faziam: A usura voraz veio agravar ainda mais o mal. Condenada muitas vezes pelo julgamento da Igreja, não tem deixado de ser praticada sob outra forma por homens, ávidos de ganância, e de insaciável ambição. A tudo isso deve acrescentar-se o monopólio do trabalho e dos papéis do crédito, que se tornaram um quinhão de um pequeno número de ricos e de opulentos, que impõe assim um jugo quase servil à imensa multidão dos operariados.
Nesta primeira parte a encíclica refuta o critério socialista sobre a propriedade privada, acusa de injustas e absurdas as razões aduzidas pelos socialistas. Afirma que o homem antecede ao Estado em valor, dignidade e importância e o antecede também no tempo, que o fim do Estado é propiciar o bem comum do homem e de prover-lhe os meios para que possa alcançar a felicidade. Não é o homem para o Estado mas o Estado que existe em função do homem.
Afirma que o direito de propriedade é de direito natural, fruto e baseia-se no trabalho humano e baseia-se ainda na essência da vida doméstica. Chama de desastrosas as consequências da solução socialista:
Por tudo o que Nós acabamos de dizer, se compreende que a teoria socialista da propriedade coletiva deve absolutamente repudiar-se como prejudicial àqueles membros a que se quer socorrer, contrária aos direitos naturais dos indivíduos, como desnaturando as funções do Estado e perturbando a tranquilidade pública.

### II - A Questão Social e a Igreja
Considera erro capital considerar que ricos e pobres são classes destinadas a se digladiarem. Sem o concurso da Igreja os esforços dos homens não obterão êxito satisfatório.

### III - A Questão Social e o Estado
Nesta parte discorre sobre a garantia da propriedade e da paz. Fala da corrupção dos costumes na época. Da proteção dos bens da alma, do adequado regime de trabalho, da proteção da idade e do sexo do trabalhador e defende o salário justo.

### IV - A Questão Social e ação conjunta de patrões e empregados
Neste capítulo considera de incalculável vantagem as associações de socorro e previdência dos trabalhadores, que são principalmente recomendáveis as associações de operários e que estas deverão ser prudentemente organizadas.

## Consequências
A Rerum Novarum, bem como outros trabalhos de Leão XIII e a sua ação no longo cargo como Papa (1878–1903), deu início a uma nova forma de relacionamento entre a Igreja Católica e o mundo moderno, que consiste na abertura da própria Igreja. A Igreja começou a empenhar-se a procurar soluções, à luz do Evangelho e dos ensinamentos cristãos, para os problemas sociais vividos pela humanidade.
Este documento introduziu também o princípio da subsidiariedade e estabeleceu orientações a respeito dos direitos e deveres do capital e do trabalho. O Papa Leão XIII refutou as teorias socialistas marxistas, acreditando que as soluções iriam surgir das ações combinadas da Igreja, do Estado, dos empregadores e dos empregados. No entanto, a encíclica opõem-se e condena o Capitalismo e critica o liberalismo econômico. Na altura, o apoio do Papa a sindicatos e a um salário decente era visto como algo revolucionário.

### Sistematização da Doutrina Social da Igreja
Com esta encíclica deu-se início à sistematização do pensamento social católico, passado a chamar-se vulgarmente de Doutrina Social da Igreja Católica. Este pensamento vai muito além de apresentar uma simples alternativa ao capitalismo e ao marxismo. Na "Doutrina Social da Igreja" a Igreja busca propiciar ao cristão os princípios de reflexão, os critérios de julgamento e as diretrizes de ação donde partir para promover esse humanismo integral e solidário. […] Tal doutrina possui uma profunda unidade, que provém da Fé em uma salvação integral, da Esperança em uma justiça plena, da Caridade que torna todos os homens verdadeiramente irmãos em Cristo. […] a Igreja, com a sua doutrina social, não entra em questões técnicas e não institui e nem propõe sistemas ou modelos de organização social: isto não faz parte da missão que Cristo lhe confiou.(Compêndio da Doutrina Social da Igreja, n. 3, 7 e 68).
No entanto, pela relevância pública do Evangelho e da fé e pelos efeitos perversos da injustiça, vale dizer, do pecado, a Igreja não pode ficar indiferente às vicissitudes sociais: Compete à Igreja anunciar sempre e por toda parte os princípios morais, mesmo referentes à ordem social, e pronunciar-se a respeito de qualquer questão humana, enquanto o exigirem os direitos fundamentais da pessoa humana ou a salvação das almas. (Compêndio da Doutrina Social da Igreja, n. 71)
Muitas das posições da Rerum Novarum foram complementadas por encíclicas posteriores, em especial a Quadragesimo Anno de Pio XI em 1931, e a Mater et Magistra de João XXIII em 1961, e por Papa João Paulo II em 1991 com Centesimus annus. Estes documentos importantes vieram a constituir o corpo da moderna Doutrina Social da Igreja.
Esta encíclica também influenciou fortemente na formação de um novo pensamento e movimento político, a Democracia cristã. Este pensamento defende a implantação de uma democracia baseada nos princípios cristãos.

## Citações
- "Todavia a Igreja, instruída e dirigida por Jesus Cristo, eleva as suas vistas ainda mais alto; propõe um corpo de preceitos mais completos, porque ambiciona estreitar a união das duas classes até as unir uma à outra por laços de verdadeira amizade".
- "Quanto aos ricos e aos patrões, não devem tratar o operário como escravo, mas respeitar nele a dignidade do homem, realçada ainda pela do Cristão. O trabalho do corpo, pelo testemunho comum da razão e da filosofia cristã, longe de ser um objeto de vergonha, honra o homem, porque lhe fornece um nobre meio de sustentar a sua vida. O que é vergonhoso e desumano é usar dos homens como de vis instrumentos de lucro, e não os estimar senão na proporção do vigor dos seus braços."